# Castelul Ugron din Zau de Câmpie
Castelul Ugron sau „castelul-calendar” (în maghiară Ugron-kastély) se află în localitatea Zau de Câmpie, în județul Mureș. Ansamblul castelului Ugron este prezent pe lista monumentelor istorice, cu codul  MS-II-a-A-16073.

## Istoric
István Ugron⁠(hu)[traduceți], proprietarul castelului, a fost ambasadorul Austro-Ungariei în Imperiul Rus. Așa a cunoscut-o pe una din fiicele țarului Nicolae al II-lea al Rusiei și s-a îndrăgostit de ea. Povestea celor doi a fost păstrată până astăzi prin viu grai, spusă pe la ulițele din sat așa că sunt mai multe variante. Cei mai mulți săteni însă povestesc că și fata era îndrăgostită de baron, doar că acesta nu s-a ridicat la nivelul așteptărilor și pretenților unei prințese. Aceasta i-ar fi cerut baronului Ugron să paveze aleea care duce înspre castel cu bani de aur. Zis și făcut. Ambasadorul îndrăgostit a dat poruncă muncitorilor pentru a-i îndeplini hatârul iubitei. Doar că pe la jumătatea drumului prințesa a cerut ca banii de aur să fie puși în cant, pentru ca nimeni să nu pășească pe coroana împăratului, potrivit acesteia reprezenta o lipsă de respect și loialitate față de împărat. Ugron a dat din nou poruncă pentru refacerea drumului, doar că de data aceasta nu i-au ajuns banii pentru întreaga porțiune de drum. Văzându-se neputincios și incapabil să îi îndeplinească cerințele femeii iubite, baronul István Ugron a încetat o vreme să îi mai facă curte prințesei. Între timp au ajuns la putere bolșevicii, iar în timpul Revoluției Ruse din 1917 întreaga familie a țarului a fost ucisă. Îndoliat, baronul s-a retras din viața publică cu inima plină de durere după dragostea sa neîmplinită.

## Trăsături
Castelul din Zau de Câmpie a fost construit după principiile unui calendar. Are 365 de ferestre, câte zile sunt într-un an, 4 turnuri, la fel ca numărul de anotimpuri, 52 de camere, câte sunt săptămânile, 7 terase câte zile sunt într-o săptămână și 12 holuri, câte sunt lunile anului. Castelul stă sub semnul unei povești de dragoste neîmplinite între proprietar și o prințesă rusă. În anul 1911 a început construcția reședinței de vacanță a baronului István Ugron⁠(hu)[traduceți] o arhitectură fidelă castelelor medievale franceze. Timp de trei ani, oamenii locului au fost obligați să muncească acolo, gratuit, cu uneltele și cu animalele lor. Castelul de la Zau de Câmpie nu a fost vizitat foarte des de baron. Cu toate acestea a fost ridicat din ambiția lui de a construi o reședință de vară cu totul și cu totul deosebită, diferită de orice altă reședință. În perioada comunismului a fost preluat de stat și a primit în timp mai multe destinații. Mobilierul a fost confiscat de conducerea comunistă și transferat la Turda, unde era pe atunci centrul de județ. Castelul a fost, pe rând, sanatoriu pentru bolnavii de TBC, școală și depozit de cereale, iar în ultimii ani casă de copii.

## Situația actuală
Castelul face parte din patrimoniul Consiliului Județean Mureș care a câștigat procesul cu prezumtivii moștenitori ai contelui Ugron. Casa de copii a fost desființată în 2012, prin hotărâre de consiliu județean, iar ultimii copii au fost mutați de acolo în case de tip familial. În prezent se află în administrarea Direcției generale de asistență socială și protecția copilului Mureș. În 2017 s-a transmis dreptul de administrare asupra imobilului către Muzeului Județean Mureș, pentru desfășurarea unor activități muzeale.

## Imagini

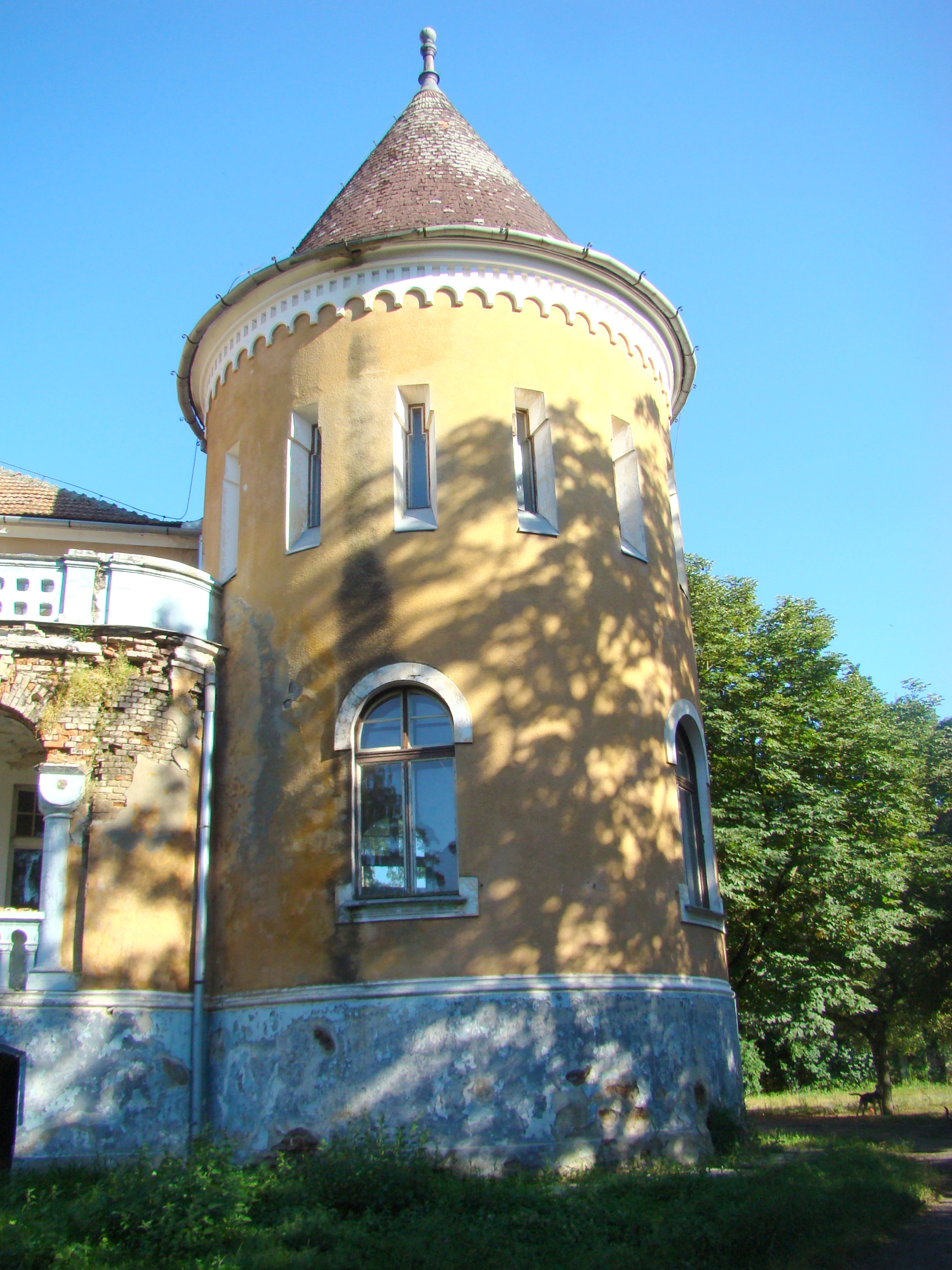
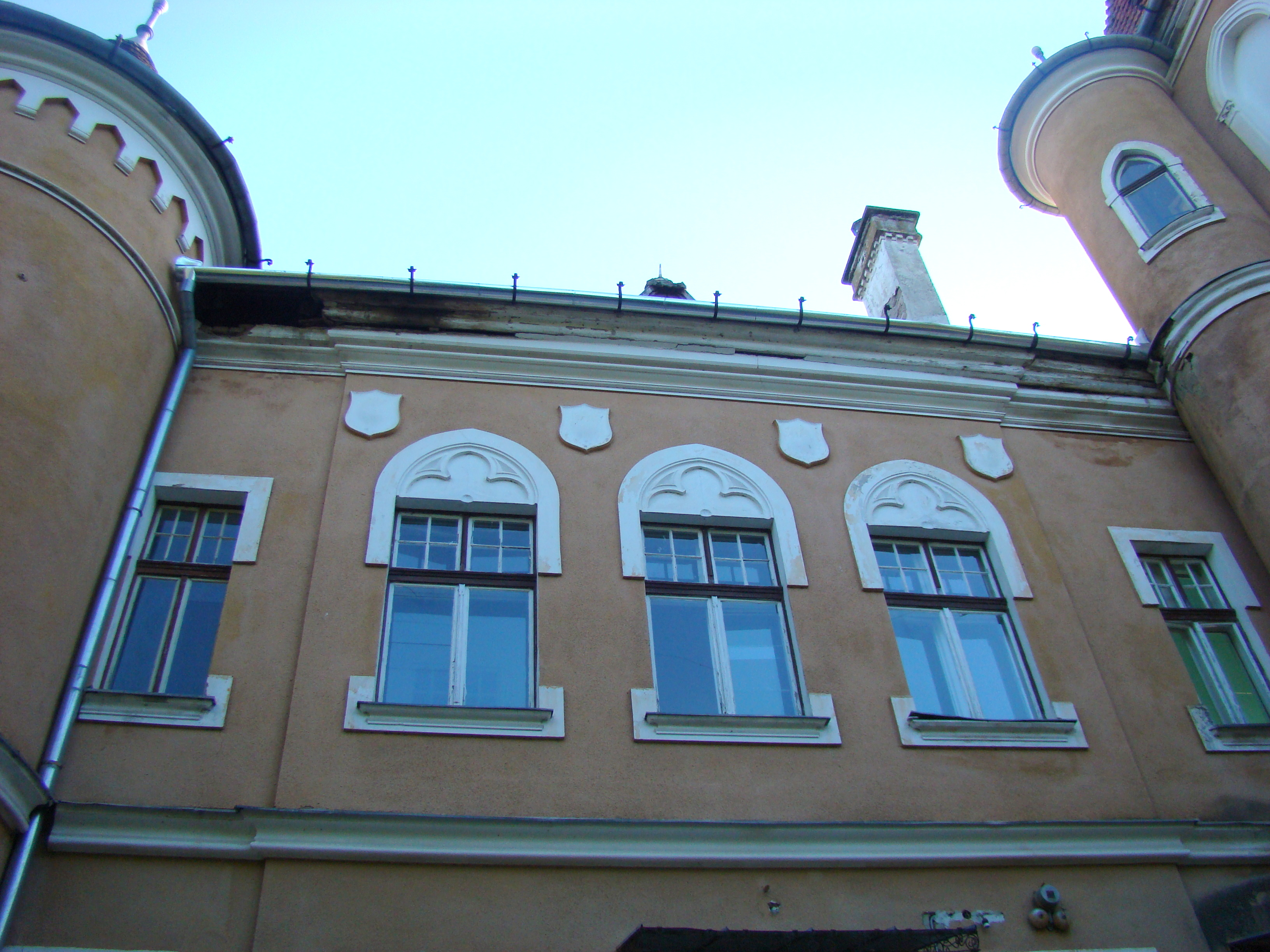
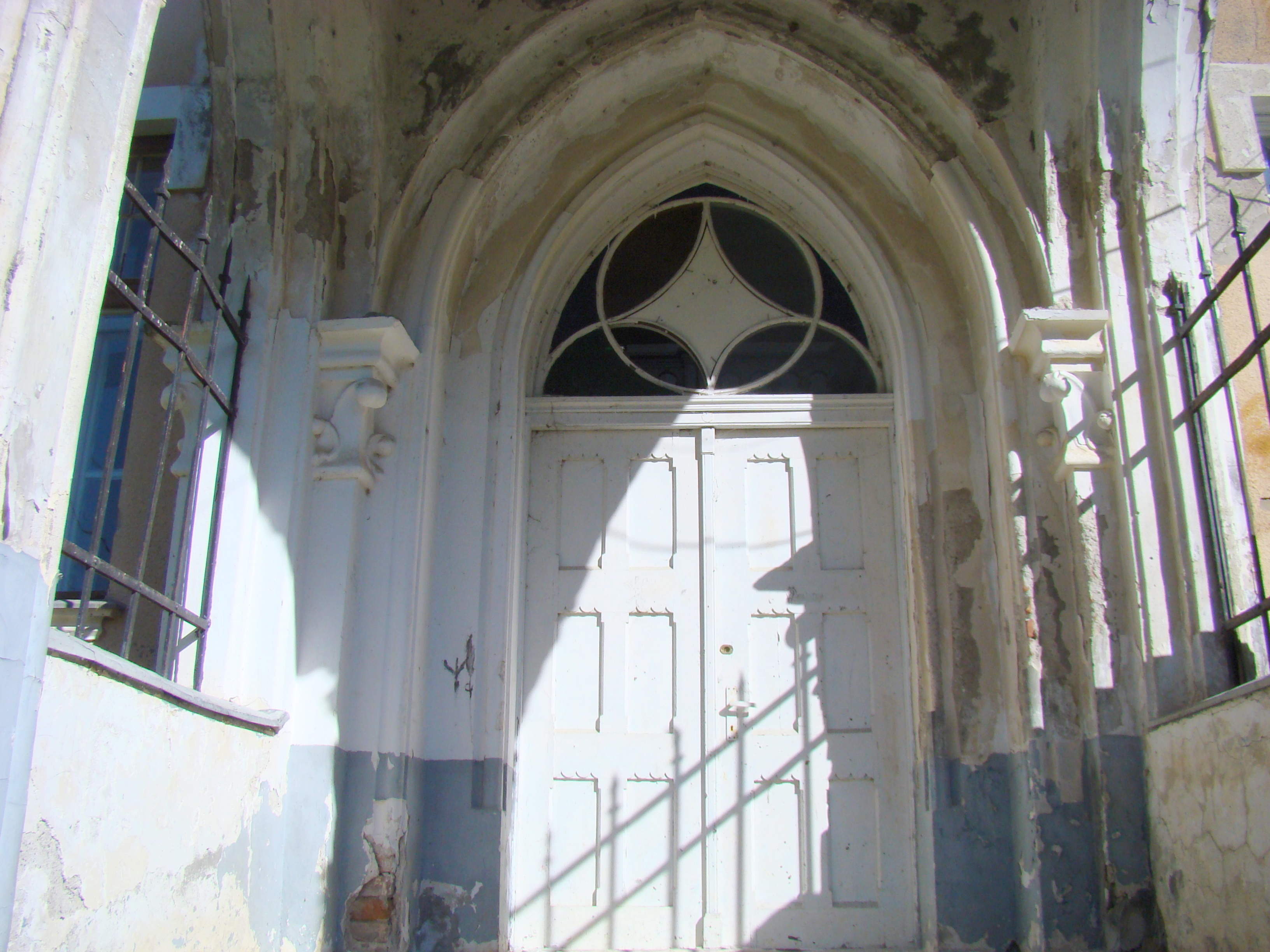
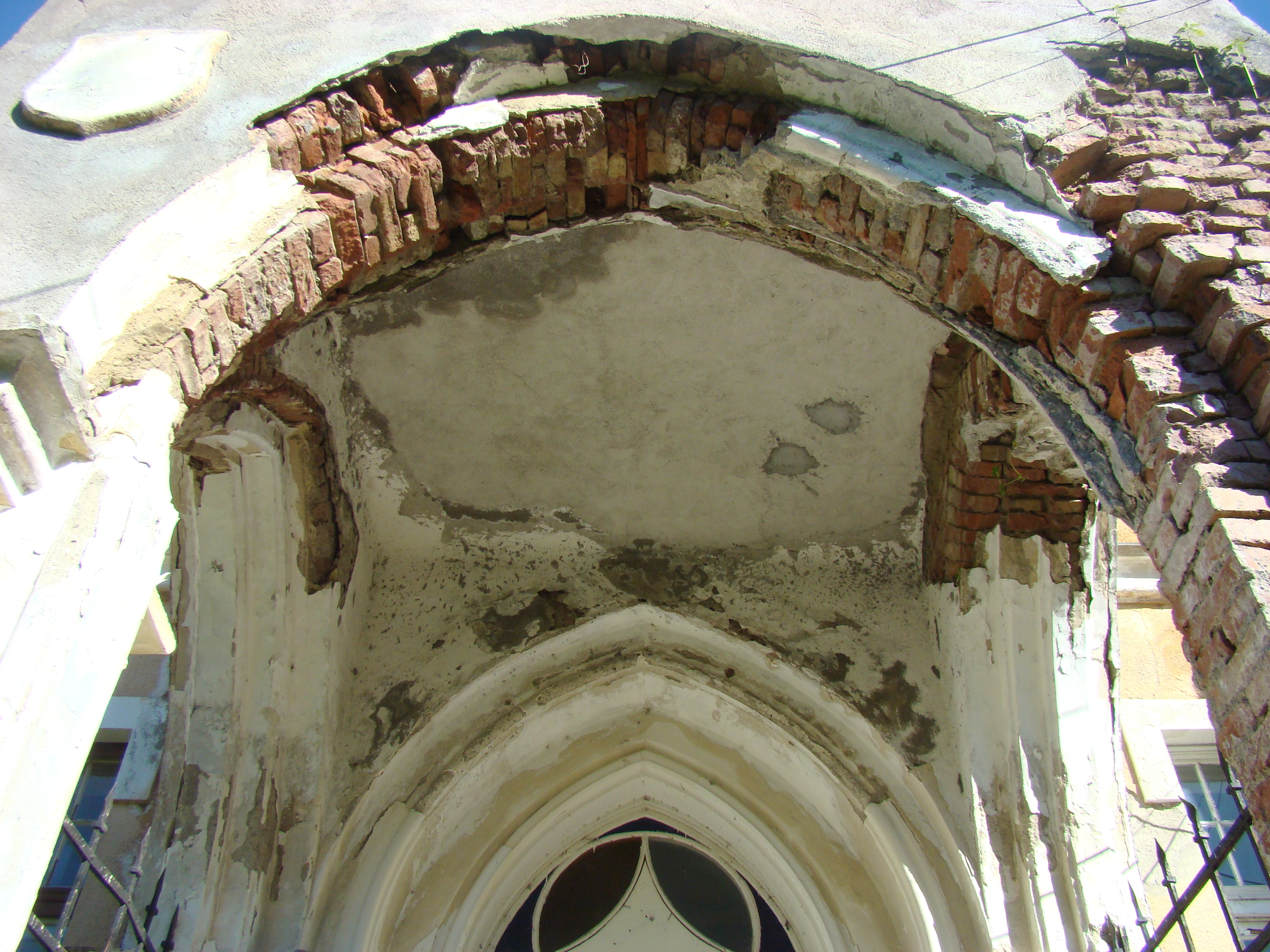
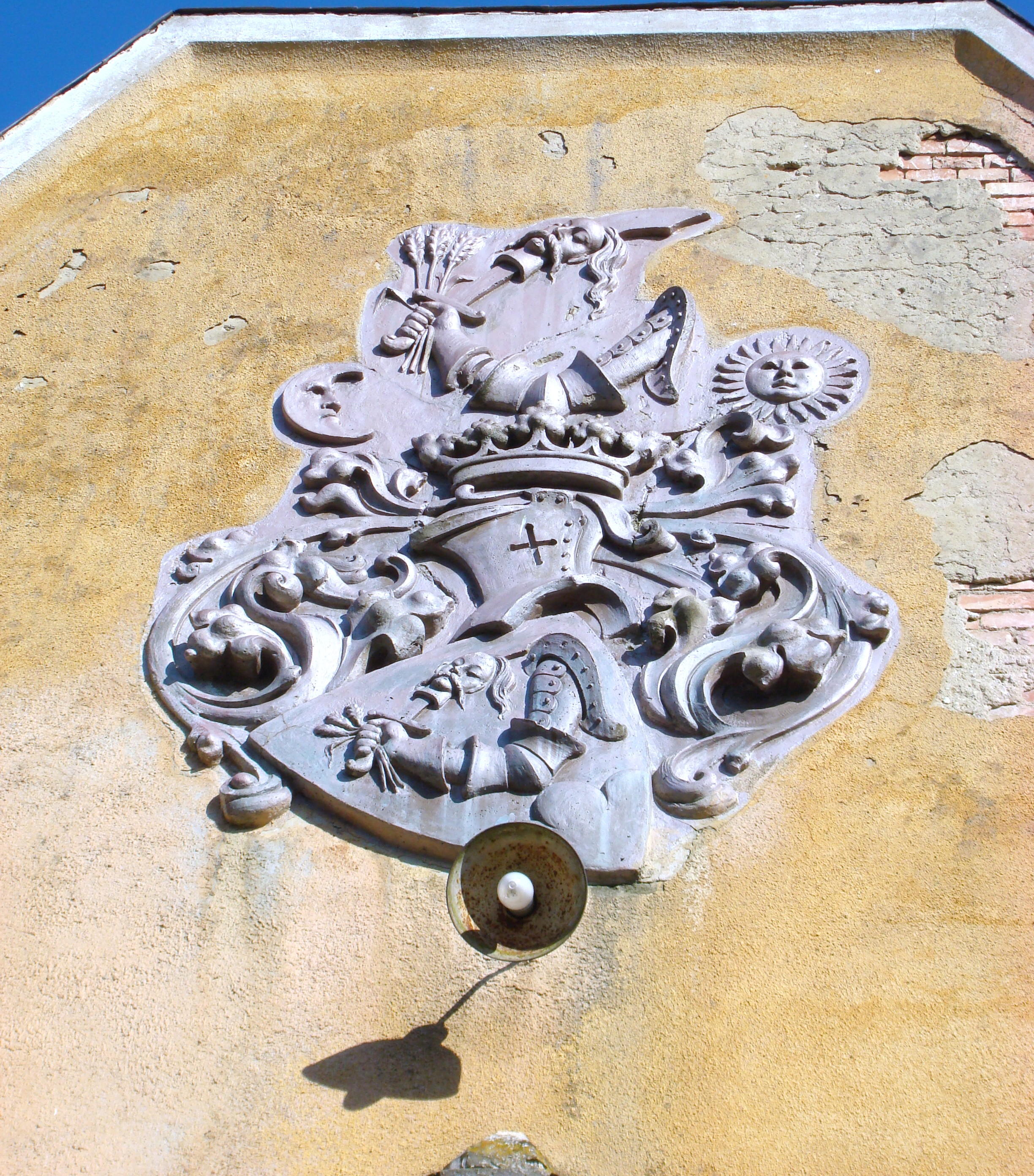
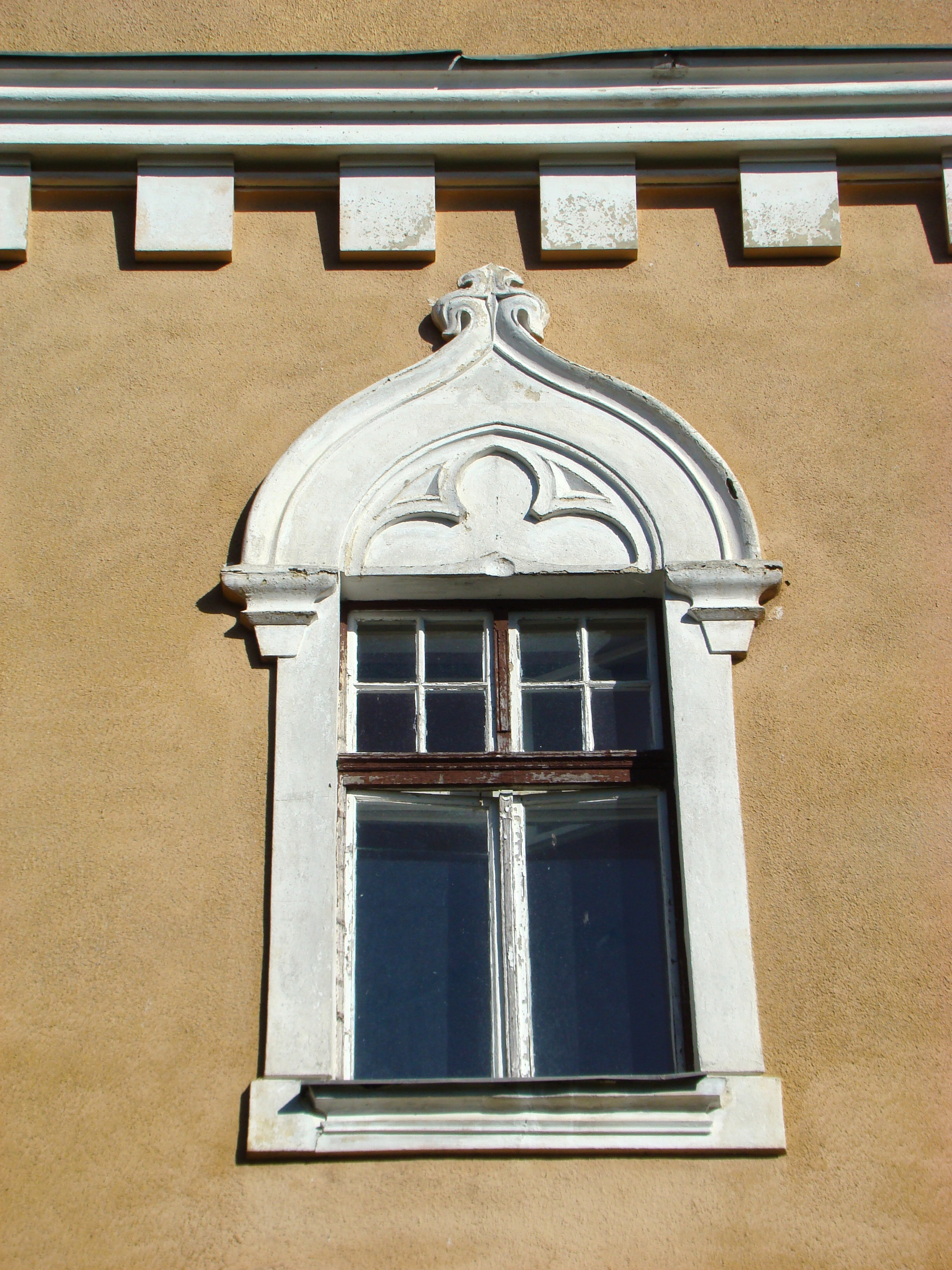
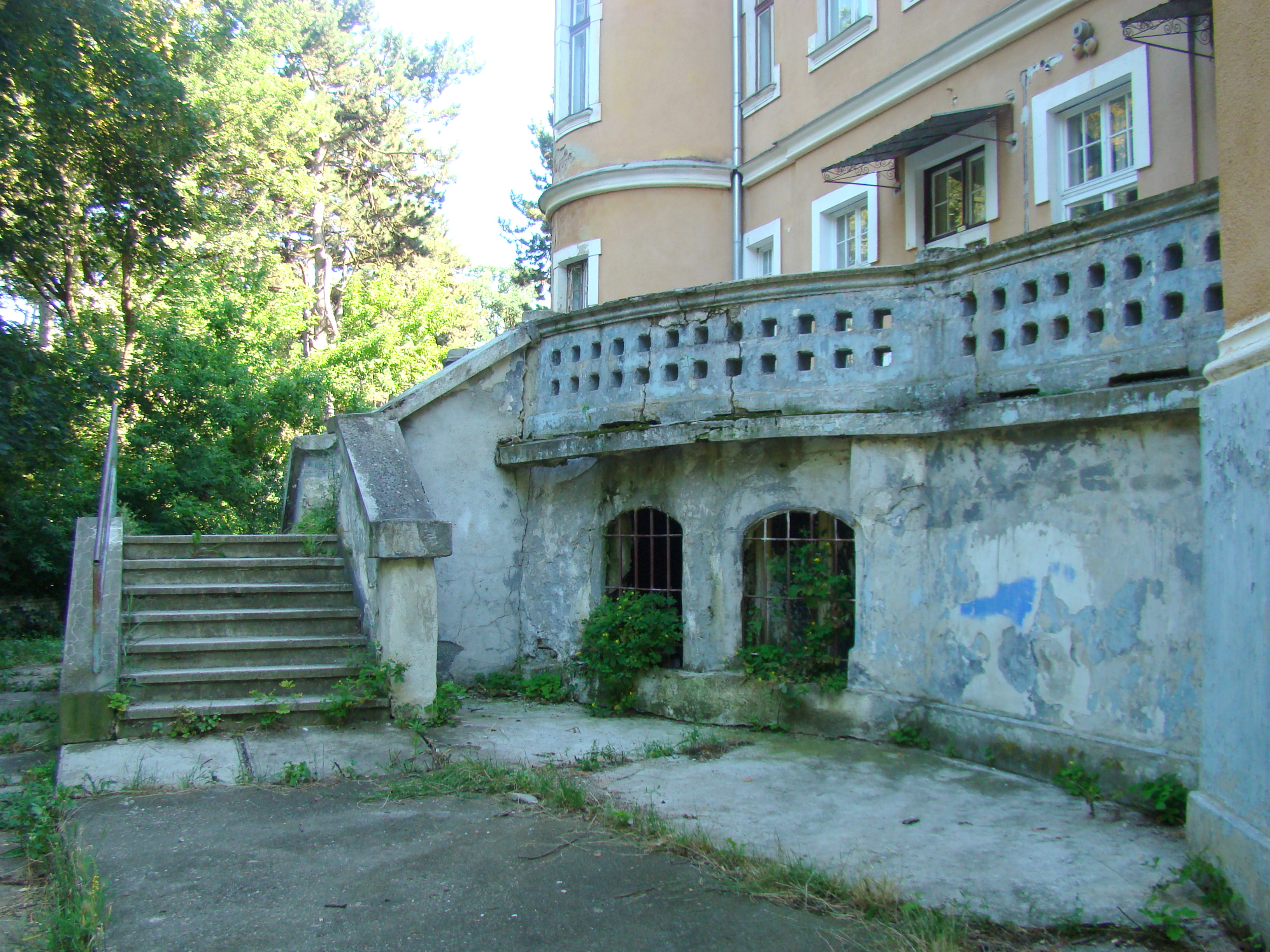
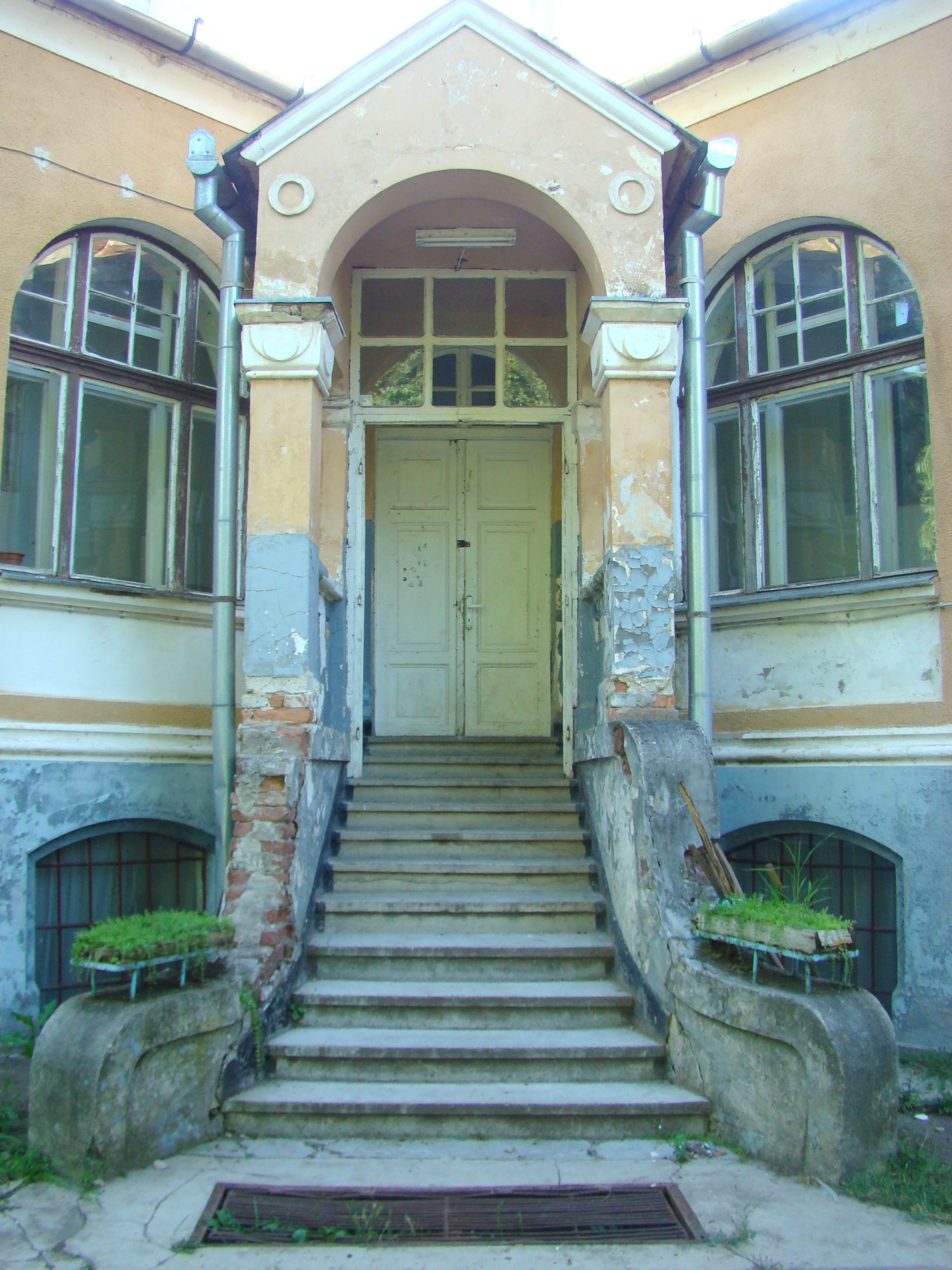
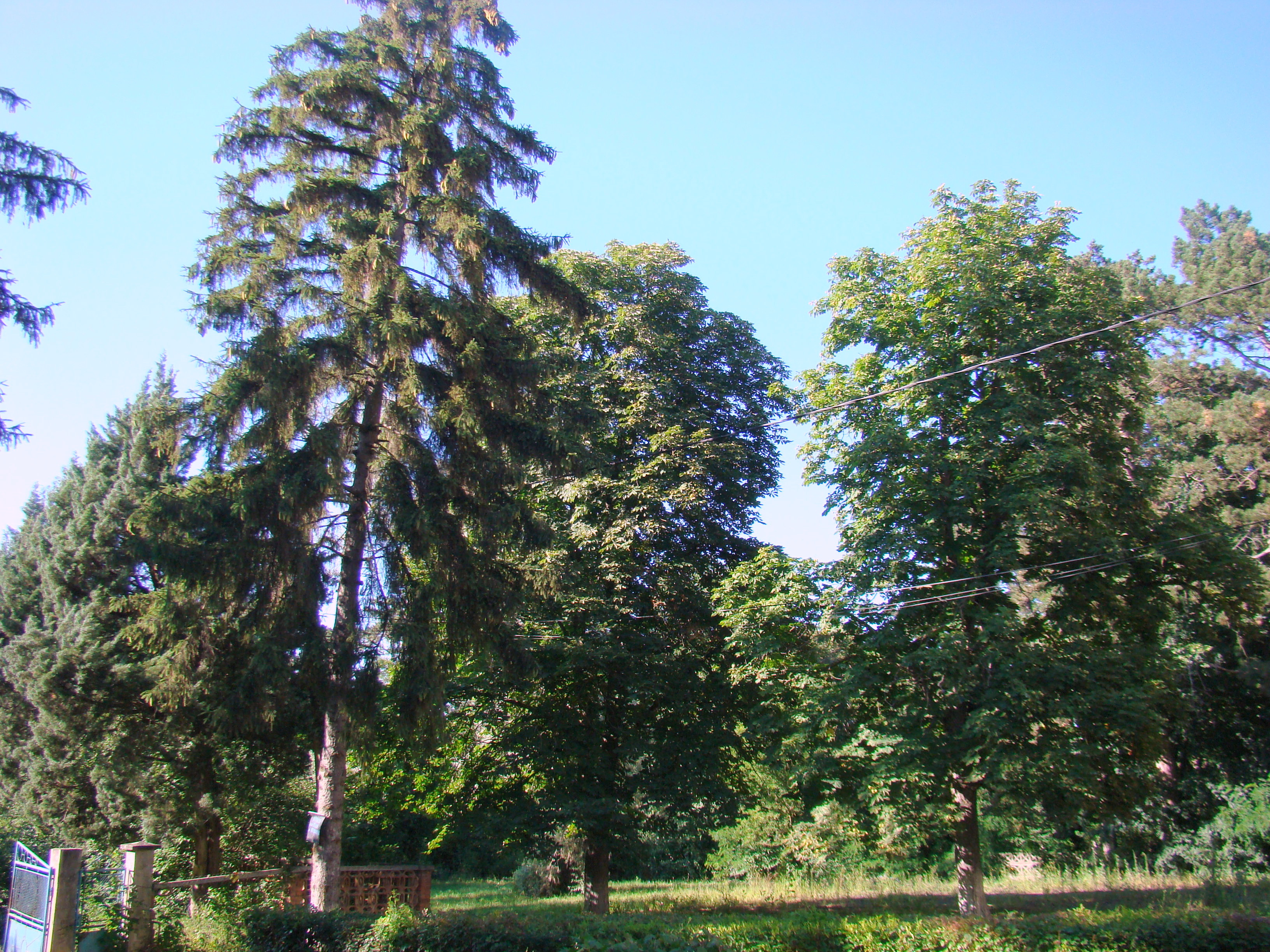
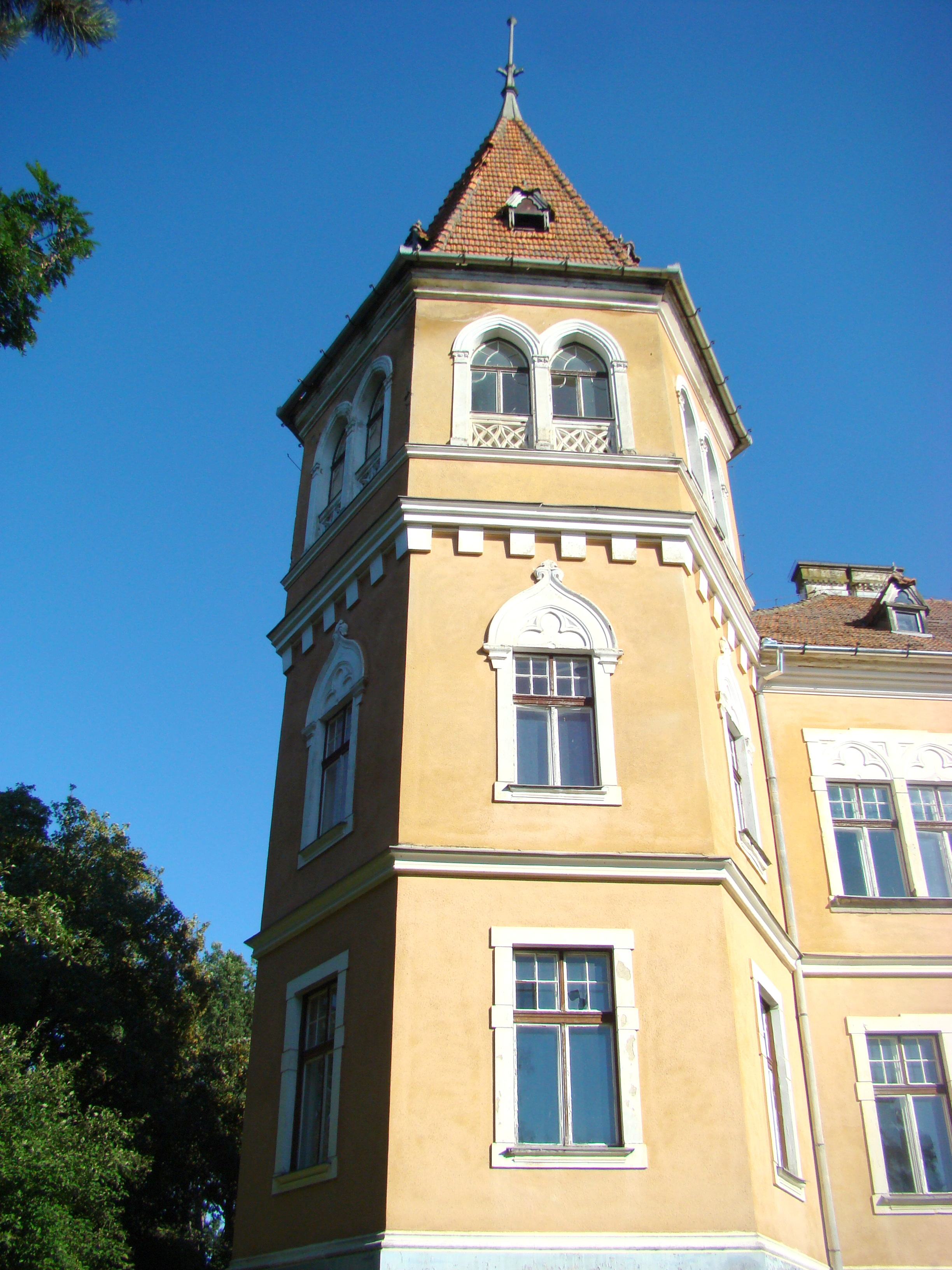
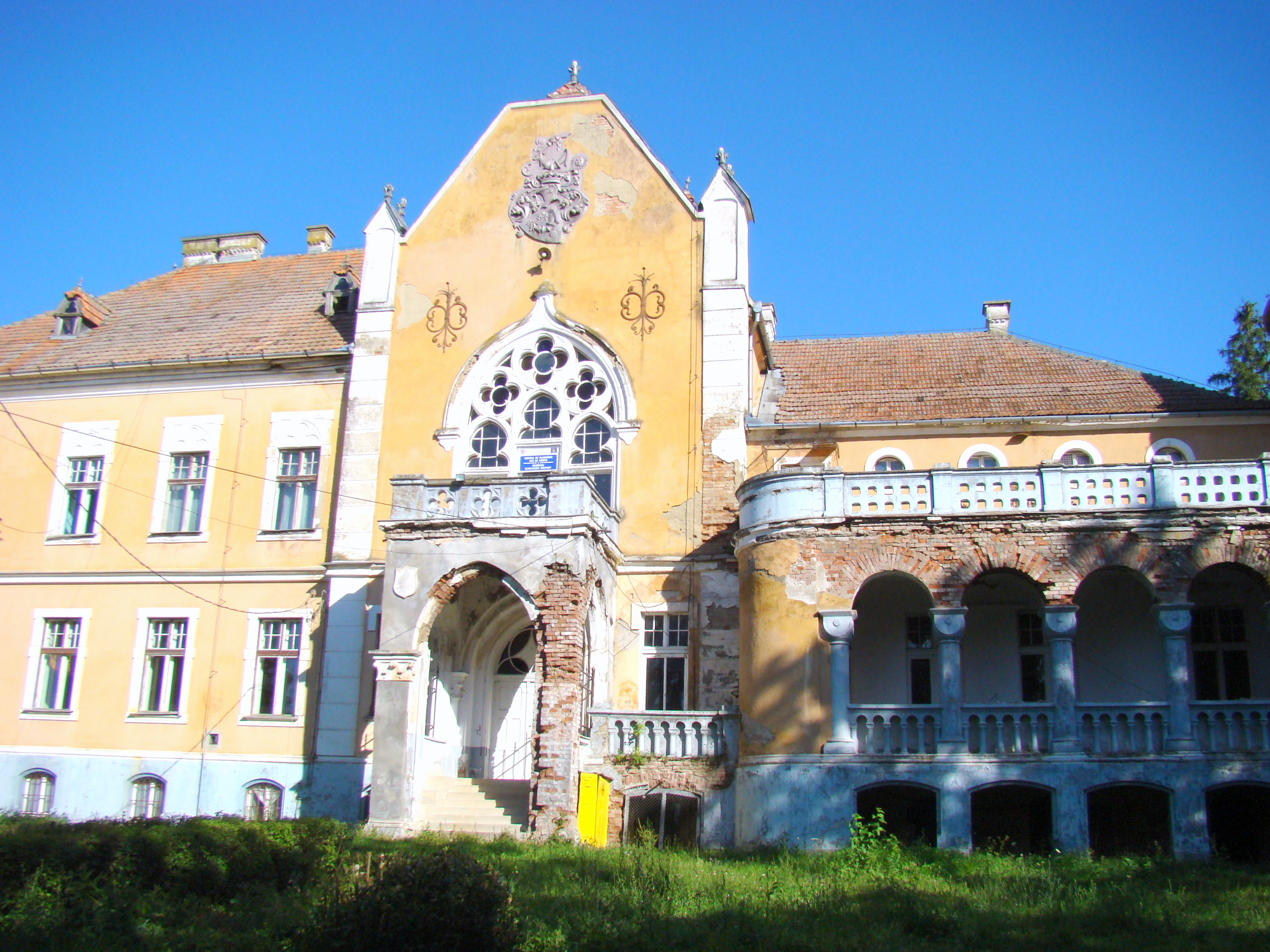
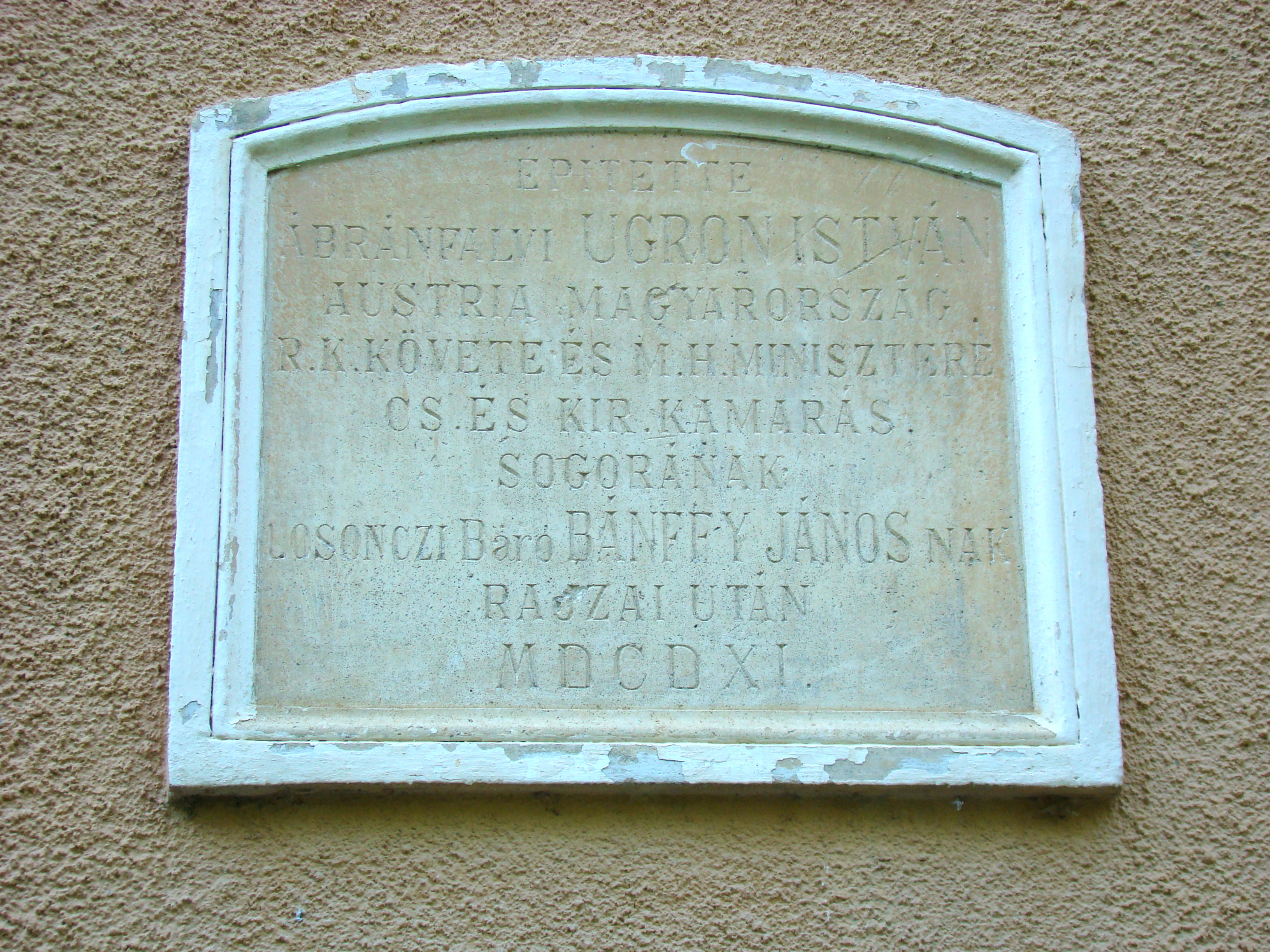
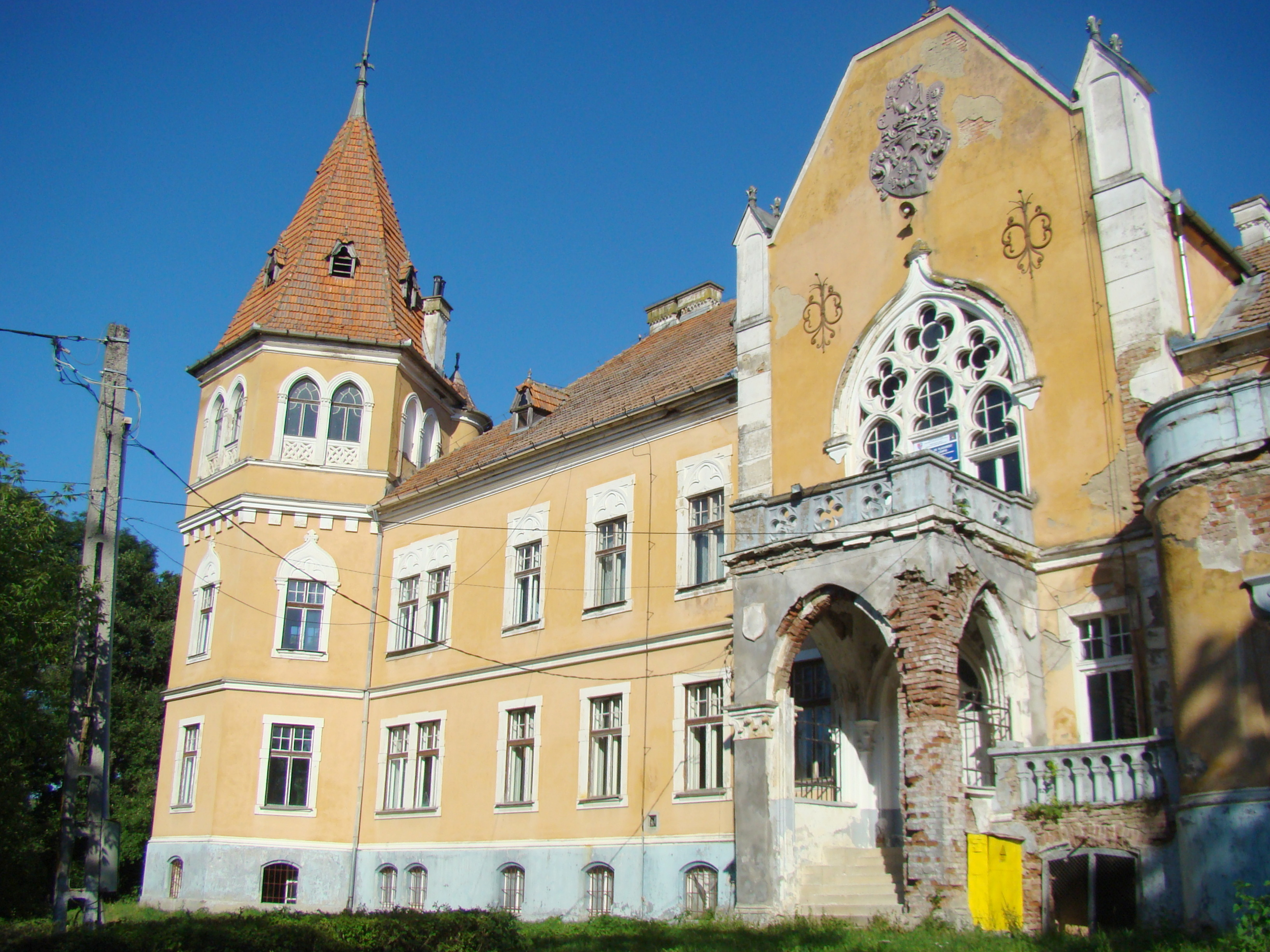
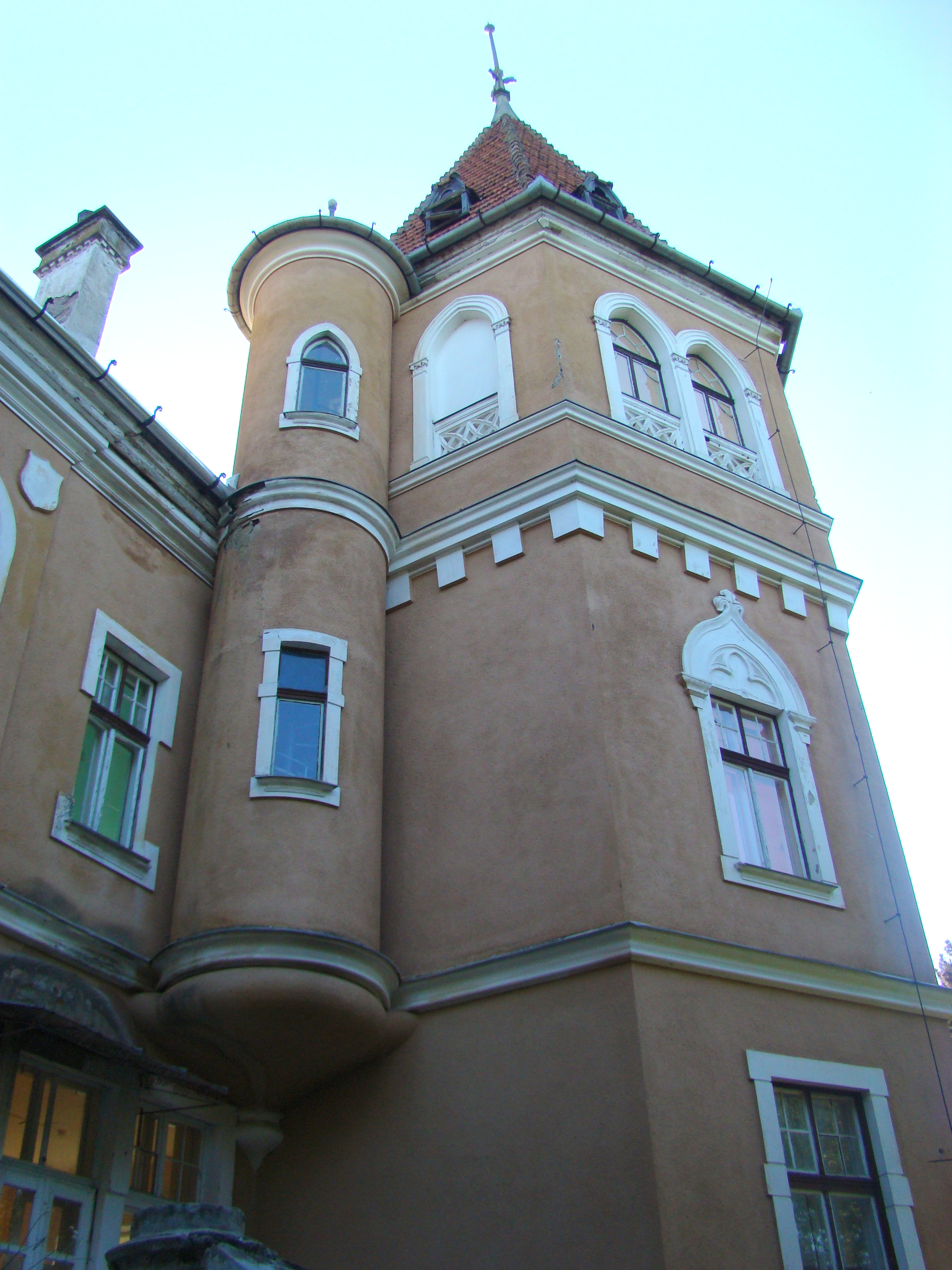
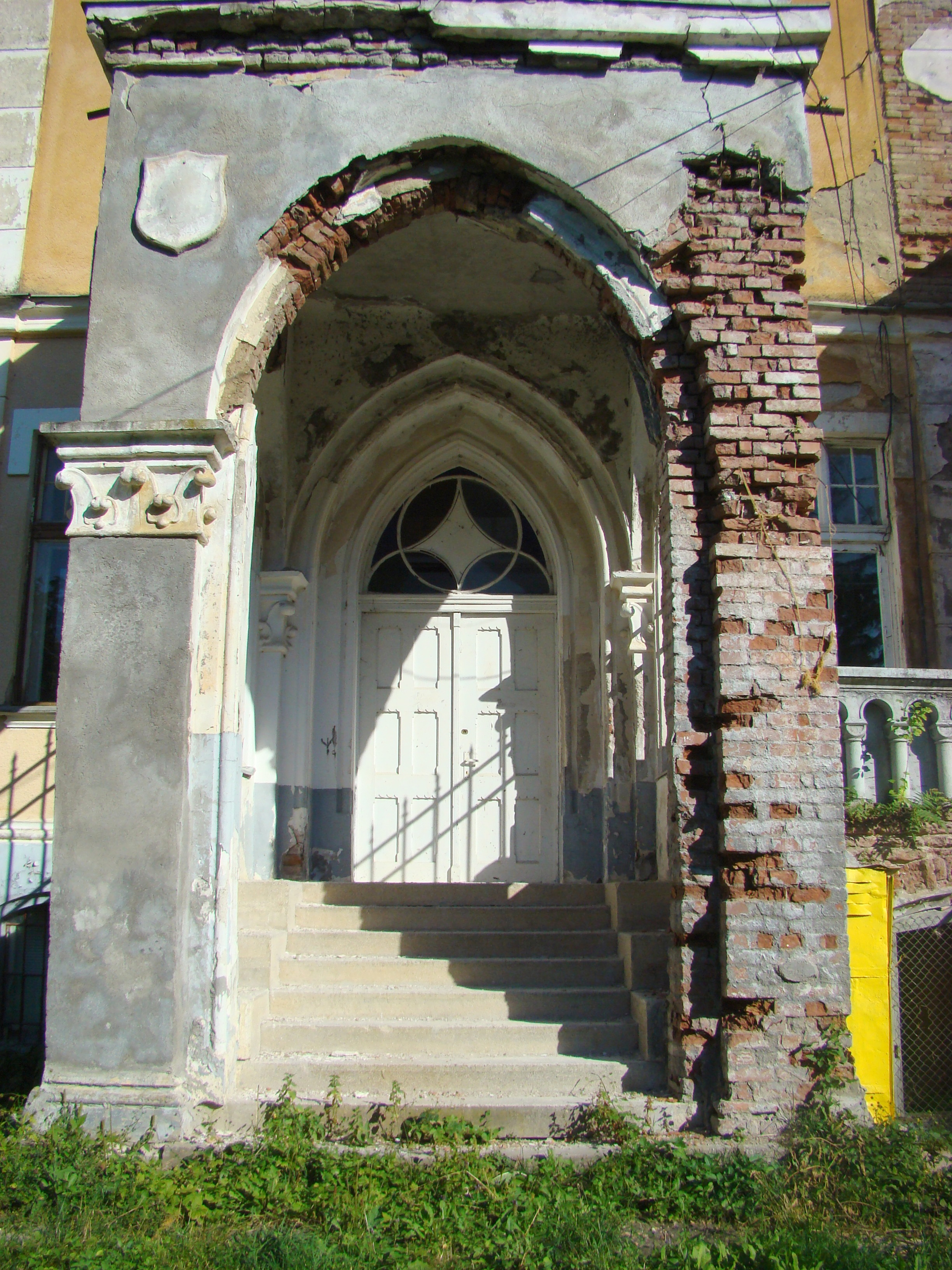
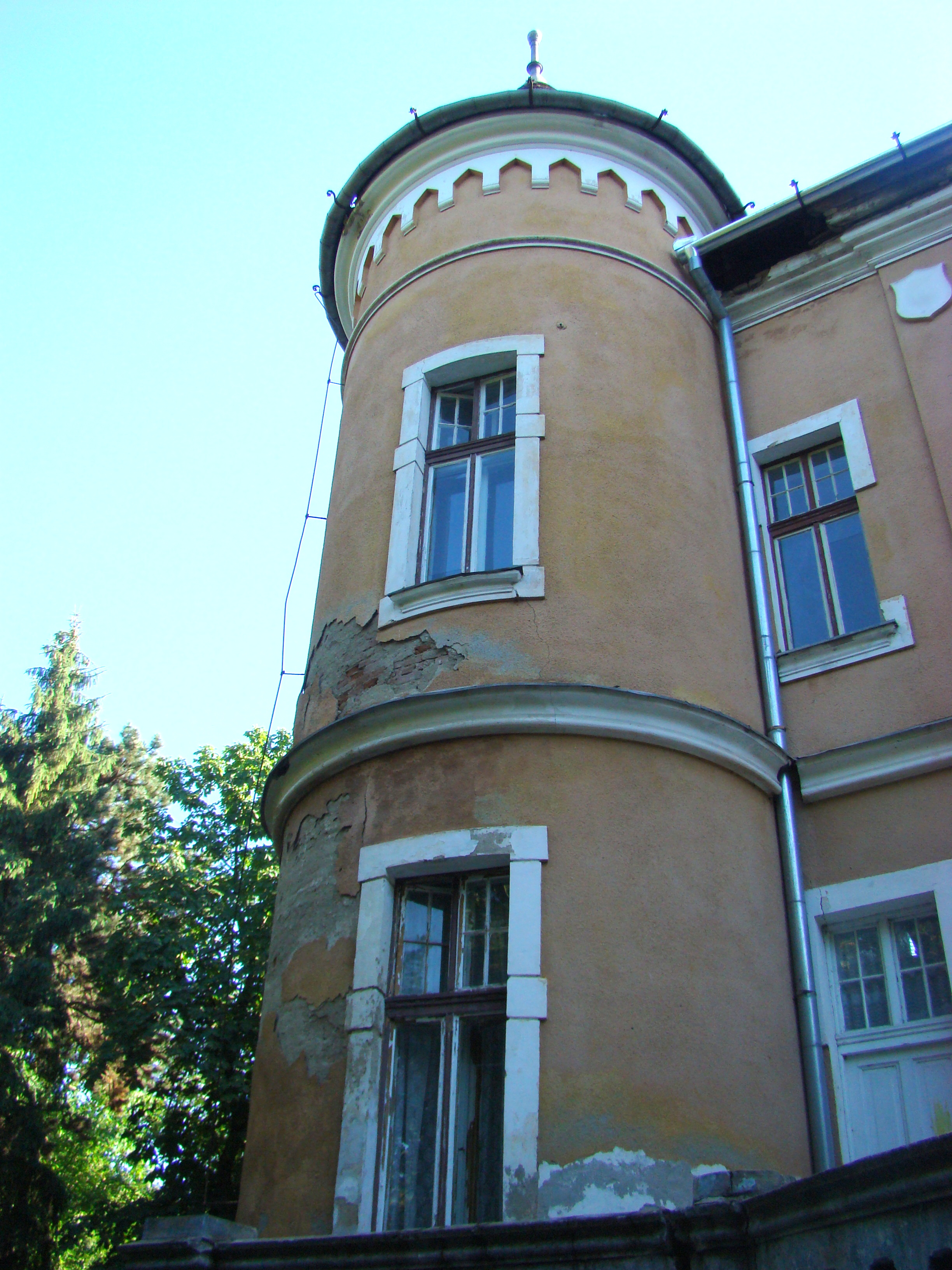
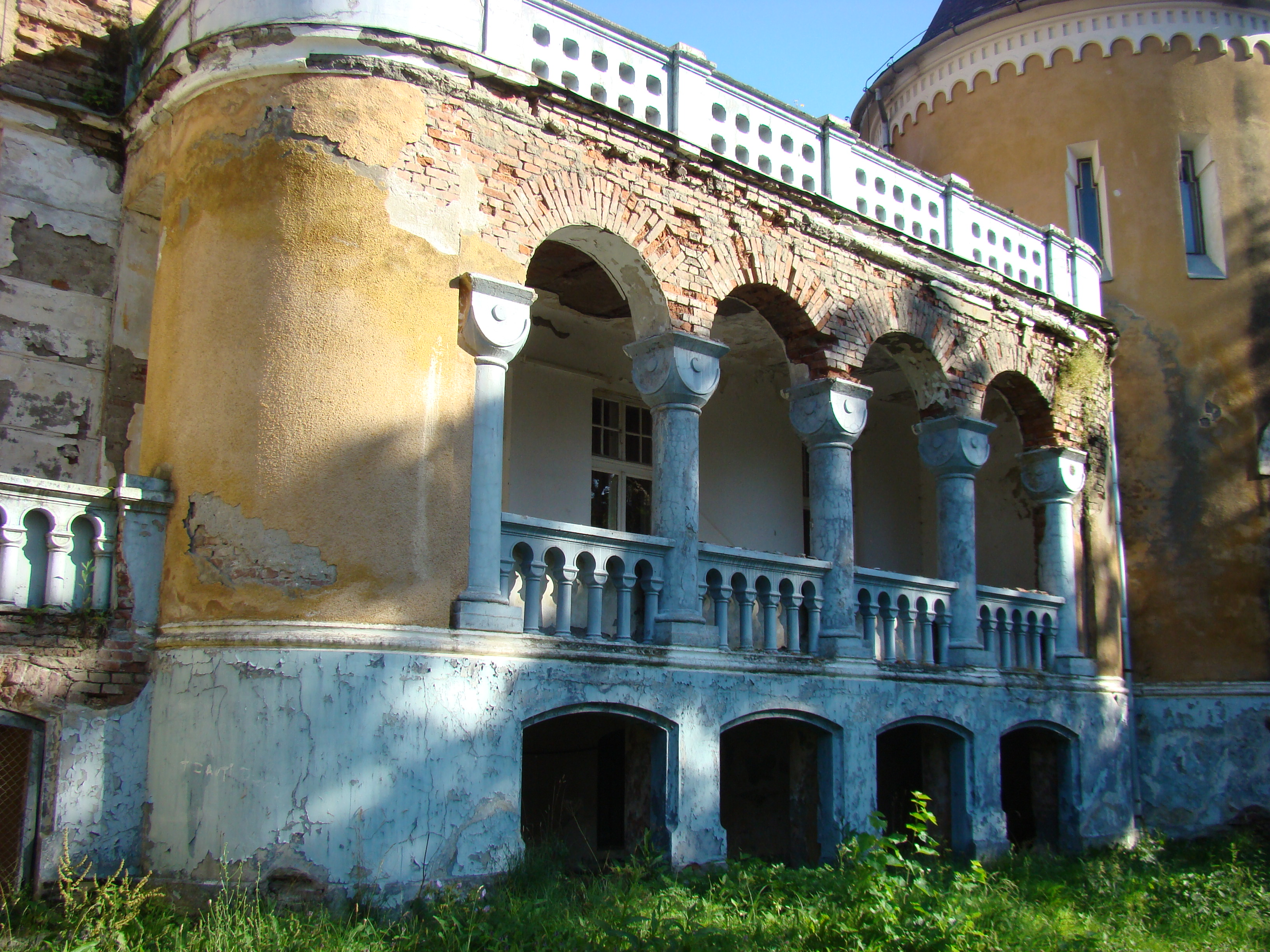
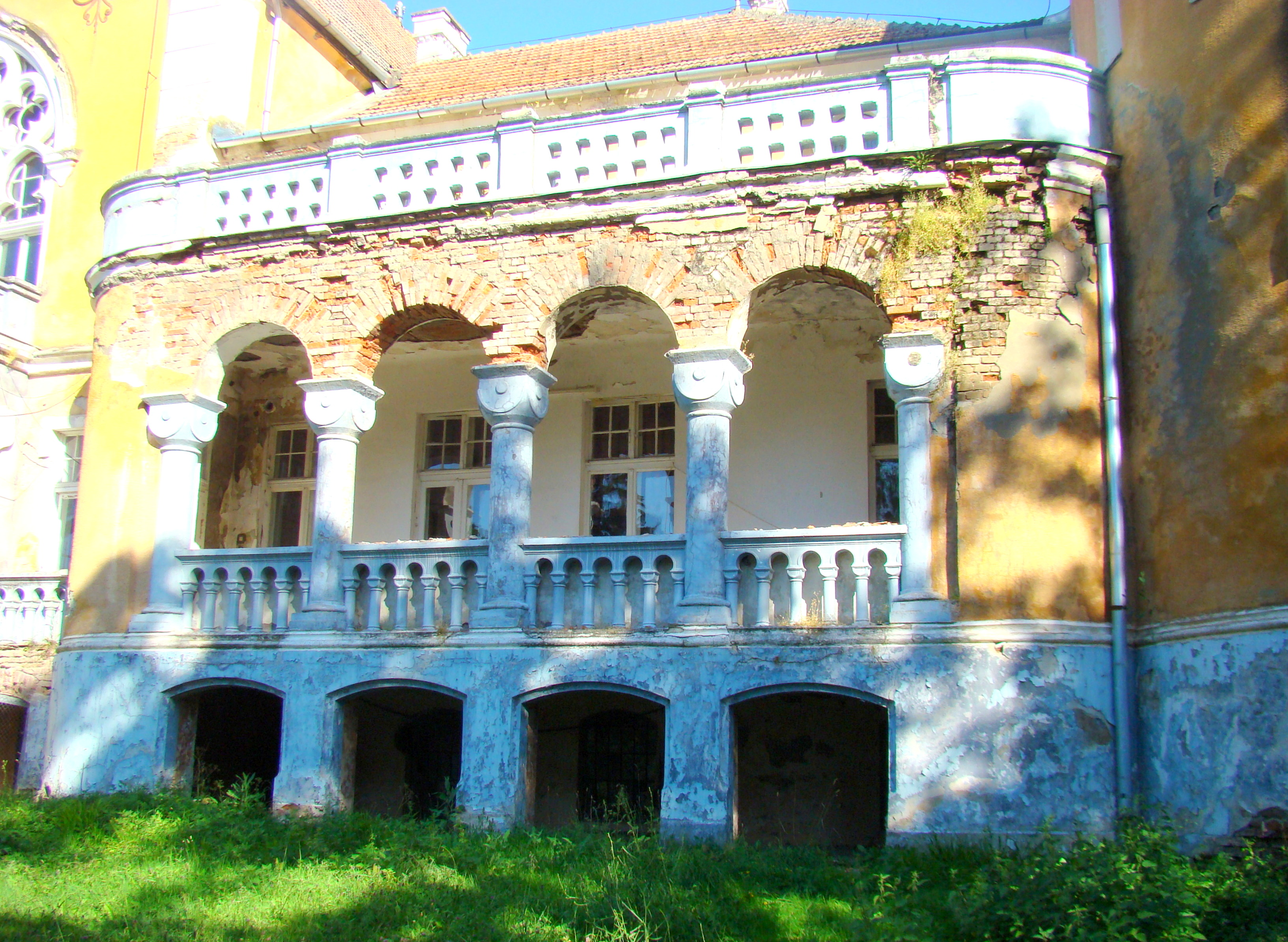
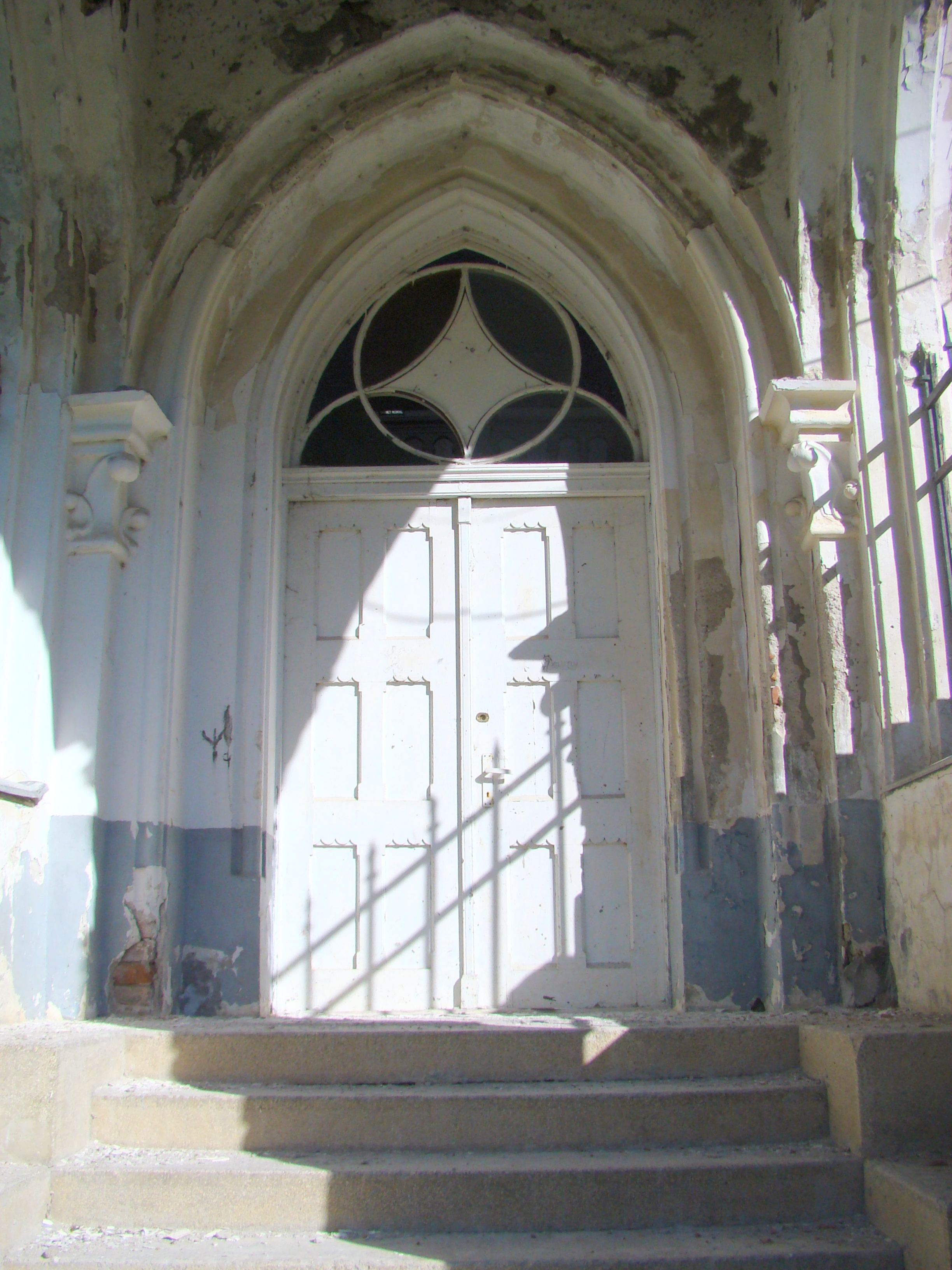
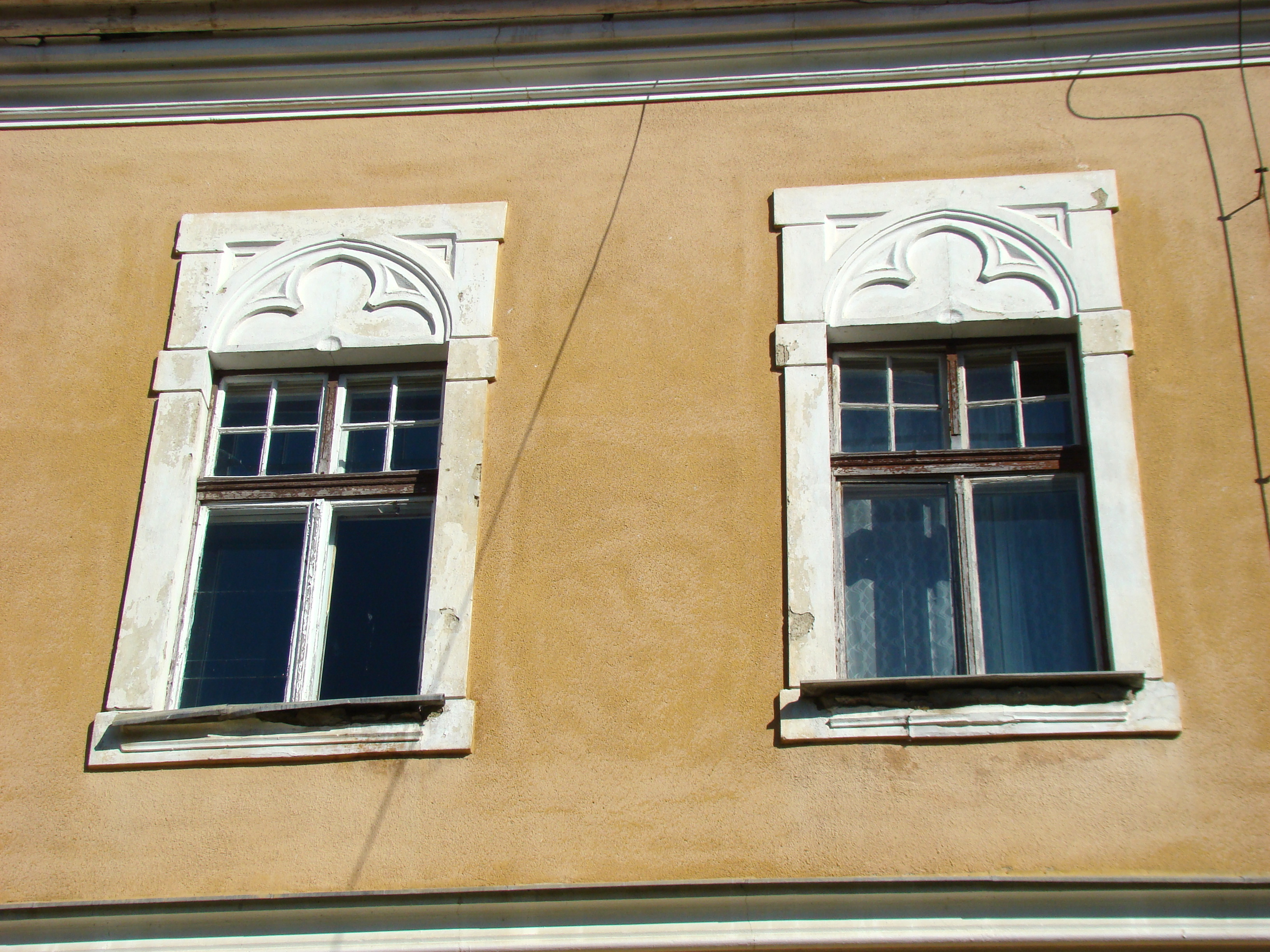
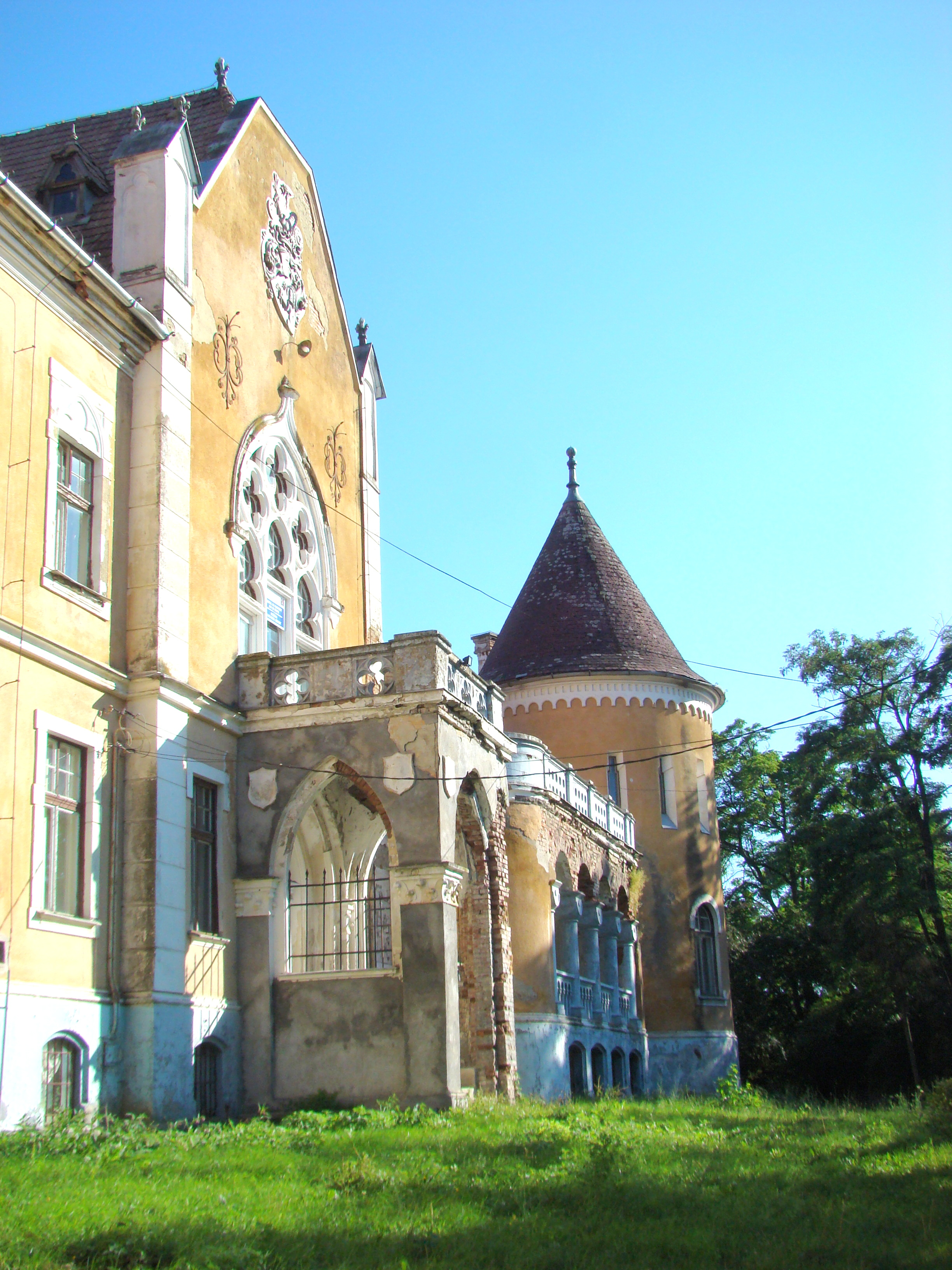
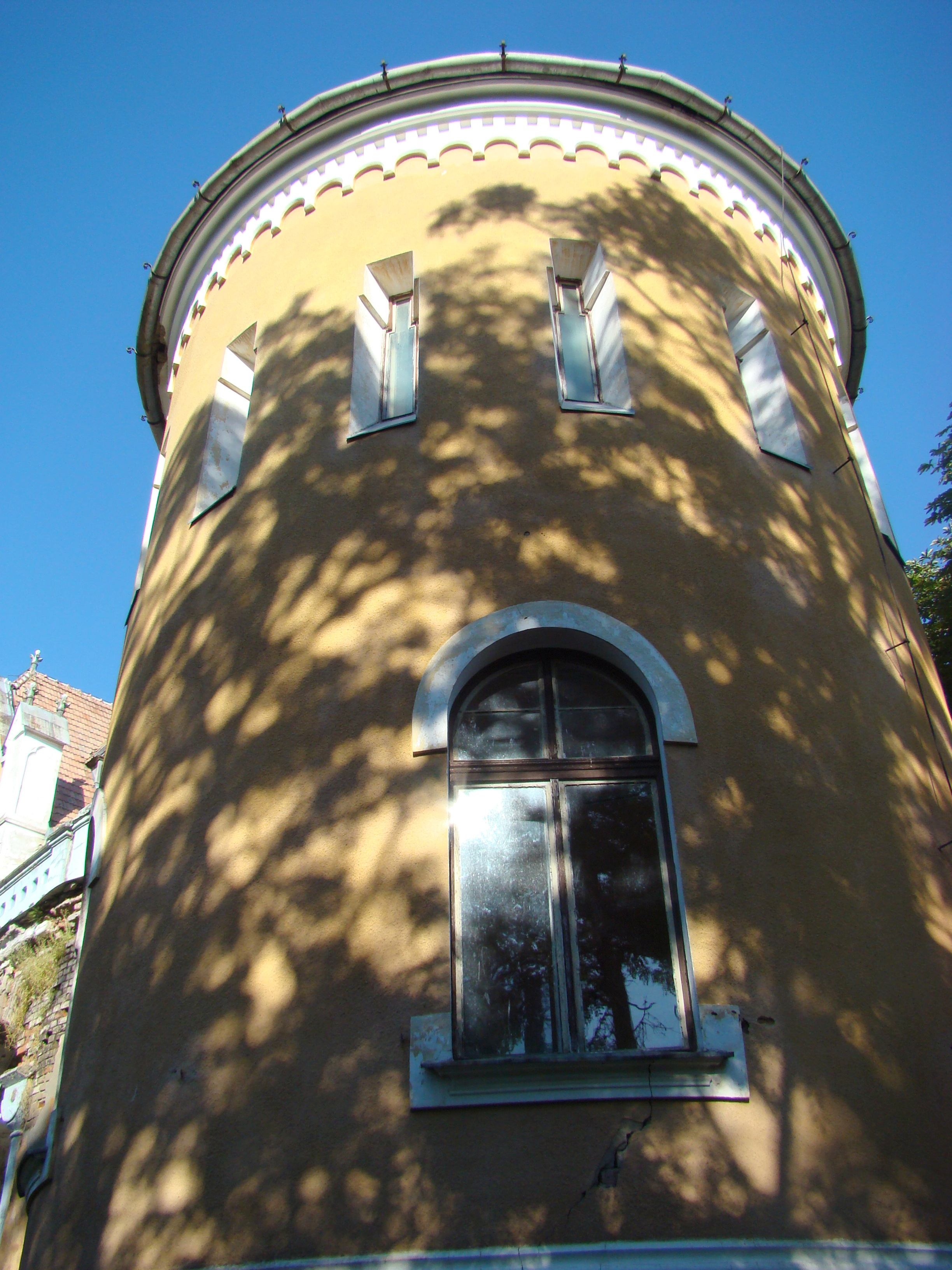

## Vezi și
- Zau de Câmpie, Mureș